# Dani Alves
Daniel Alves da Silva, meglio noto semplicemente come Dani Alves (pronuncia portoghese [ˈdɐ̃ni ˈawvis]; Juazeiro, 6 maggio 1983), è un ex calciatore brasiliano, di ruolo difensore. Con la nazionale brasiliana è diventato campione del Sud America nel 2007 e nel 2019.
Considerato come uno dei migliori terzini di tutti i tempi, rientra nel gruppo ristretto di calciatori con almeno 1000 presenze ufficiali. Con 43 trofei vinti, è il secondo calciatore più titolato della storia del calcio dopo Lionel Messi: nel suo palmarès annovera una Coppa del Nord-Est con il Bahia; due Coppe UEFA, una Supercoppa UEFA, una Coppa del Re e una Supercoppa di Spagna con il Siviglia; sei campionati spagnoli, quattro Coppe del Re, quattro Supercoppe di Spagna, tre UEFA Champions League, tre Supercoppe UEFA, tre Coppe del mondo per club FIFA con il Barcellona; un campionato italiano e una Coppa Italia con la Juventus; due campionati francesi, una Coppa di Francia, una Coppa di Lega francese e una Supercoppe di Francia con il Paris Saint-Germain; un campionato Paulista con il San Paolo; un campionato mondiale Under-20 con la nazionale Under-20; due Coppe America e due FIFA Confederations Cup con la nazionale maggiore; un oro olimpico con la nazionale olimpica.
A livello individuale è stato inserito inoltre per cinque volte nella Squadra dell'anno UEFA (2007, 2009, 2011, 2015 e 2017) e per otto volte nel FIFA FIFPro World XI (2009, 2011, 2012, 2013, 2015, 2016, 2017 e 2018).
Con la nazionale brasiliana, di cui è il terzo calciatore con più presenze alle spalle di Cafu e
Neymar ha disputato in totale tre Mondiali (2010, 2014 e 2022), cinque Copa América (2007, 2011, 2015, 2016 e 2019) e due Confederations Cup (2009 e 2013).

## Caratteristiche tecniche
Terzino destro dotato di ottima tecnica, buona velocità di base e resistenza fisica, era in grado di ricoprire anche i ruoli di esterno di centrocampo e di ala. In carriera ha dimostrato un'eccellente continuità di rendimento e ha conseguito ottimi risultati in zona gol, avendo collezionato un gran numero di assist e reti. Inoltre era un buon calciatore di punizioni dalla media e lunga distanza.

## Carriera

### Club

#### Bahia
Cresciuto calcisticamente nel Bahia, esordisce in prima squadra nell'incontro del Campeonato Brasileiro Série A 2001 contro il Paraná Clube. In questa partita, vinta dal Bahia per 3-0, fornisce due assist trasformati in gol e subisce un fallo punito con un calcio di rigore. A seguito di ciò, l'allenatore Evaristo de Macedo gli conferma un posto da titolare nella squadra.

#### Siviglia

Dani Alves con la maglia del nel 2007.

A metà del 2002 passa in prestito al Siviglia, che lo acquista a titolo definitivo. Nel corso delle sei stagioni trascorse nelle file del club andaluso, dal 2002 al 2008, vince due Coppe UEFA, una Supercoppa europea e una Coppa del Re.
Nel giugno 2006 viene annunciato il suo trasferimento al Liverpool, ma l'affare salta.
Nell'agosto 2007 il calciatore afferma di voler lasciare il Siviglia dopo una proposta di ingaggio avanzata dal Chelsea. In seguito il Siviglia rifiuta l'offerta del Chelsea, del valore di 36 milioni di euro, giudicandola inadeguata. Il 28 agosto 2007, pur essendo stato convocato per il ritorno della partita di qualificazione alla UEFA Champions League 2007-2008 contro l'AEK Atene, non si presenta all'aeroporto per prendere il volo per Atene, suscitando lo sdegno di José Maria Del Nido, presidente del Siviglia. Rimarrà comunque nelle file del club andaluso per un'altra stagione.

#### Barcellona

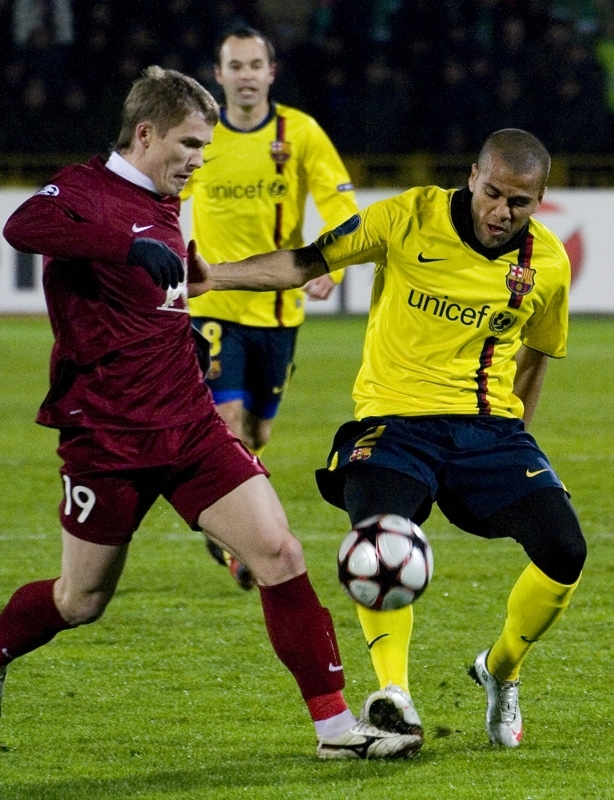
Dani Alves in azione al in una partita della UEFA Champions League 2008-2009 contro il.

Nel giugno del 2008 viene annunciato il trasferimento del brasiliano al Barcellona per 32 milioni di euro, più vari bonus in base ai risultati conseguiti, che faranno salire il prezzo a 40 milioni. Il 1º luglio seguente Alves si congeda dal Siviglia attraverso una conferenza stampa in cui, visibilmente commosso, ringrazia la squadra per tutto quello che gli ha dato; il giorno dopo passa al Barcellona, con cui esordisce in gare ufficiali il 13 agosto 2008, nel terzo turno di qualificazione di UEFA Champions League contro il Wisła Cracovia. L'esordio nella Primera División spagnola con la maglia blaugrana risale al 31 agosto 2008 contro il Numancia. Il 13 maggio vince per la seconda volta la Coppa del Re, mentre tre giorni dopo vince per la prima volta la Liga grazie alla sconfitta del Real Madrid sul campo del Villarreal. Il 27 maggio Alves diventa anche campione d'Europa vincendo la UEFA Champions League allo stadio Olimpico di Roma contro il Manchester Utd, anche se non disputa la finale a causa di un'ammonizione rimediata nella semifinale di ritorno contro il Chelsea, nella quale figurava tra i diffidati.
All'inizio della stagione 2009-2010 vince la Supercoppa di Spagna contro l'Athletic Bilbao e la prima Supercoppa europea contro lo Šachtar. Il 19 dicembre 2009 vince con il Barcellona la Coppa del mondo per club contro l'Estudiantes; questa vittoria permette alla squadra catalana di centrare il sextuple, ovvero a primeggiare in tutte le sei competizioni disputate nell'anno solare. Vince anche il campionato spagnolo, per la seconda volta in carriera. Il 21 agosto 2010 vince la supercoppa spagnola ai danni della sua ex squadra, il Siviglia. Nella stagione 2010-2011 il Barcellona si riconferma ad alti livelli e Dani Alves, con le sue prestazioni, contribuisce alla vittoria della UEFA Champions League, contro il Manchester Utd (come due anni prima) e del campionato.
Il 17 agosto 2011 vince la Supercoppa di Spagna contro il Real Madrid. Il 25 gennaio 2012, nella partita di Coppa del Re contro il Real Madrid, sigla il gol del 2-0 per il Barcellona, rete che permette alla squadra catalana di qualificarsi alla semifinale. Il 25 maggio vince per la terza volta la Coppa di Spagna in finale contro l'Athletic Bilbao (3-0). Per la stagione 2012-2013 cambia il proprio numero di maglia, ereditando la casacca numero 22 da Éric Abidal. Il 21 agosto 2013 fornisce un assist al compagno Neymar per il suo primo gol con la maglia dei blaugrana nell'andata della Supercoppa di Spagna a Madrid contro l'Atlético Madrid (1-1). Dani Alves disputa anche la gara di ritorno, che sancisce la vittoria del trofeo da parte del Barcellona.

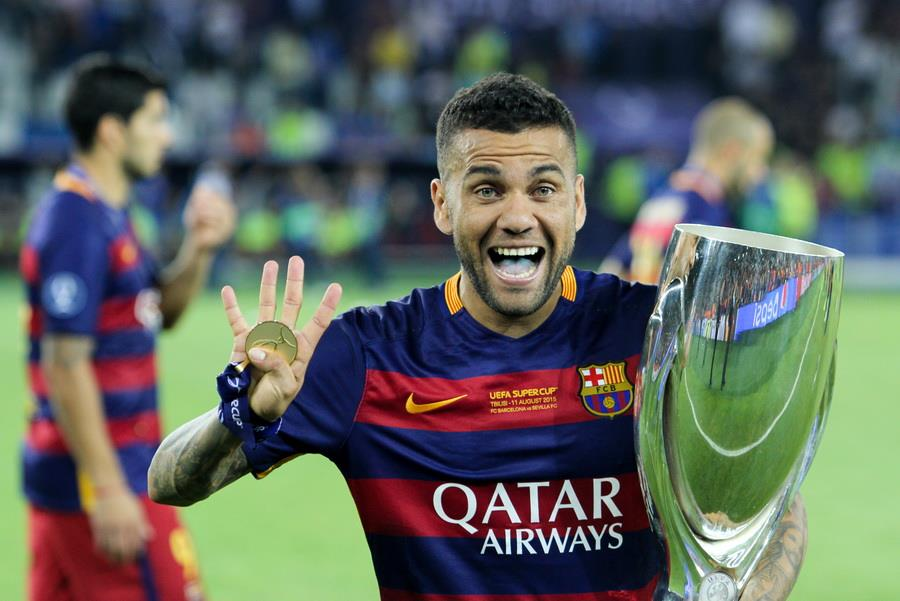
Dani Alves con il trofeo della Supercoppa UEFA conquistato con il nel 2015.

Il 27 aprile 2014, durante la partita di campionato Villarreal-Barcellona, mentre si accinge a battere un calcio d'angolo, gli viene lanciata dagli spalti una banana. Dani Alves, senza scomporsi, risponde a questo gesto chiaramente razzista in modo singolare: raccoglie il frutto, lo sbuccia e lo mangia, continuando poi a giocare. Mediaticamente l'accaduto suscita grande eco e l'atteggiamento del calciatore diviene un simbolo della lotta contro il razzismo, tanto che Dani Alves, in segno di solidarietà, viene imitato sui social network da molti altri calciatori, da altri sportivi e anche da personalità non legate al mondo del calcio. Il 17 settembre 2014, nella partita vinta per   1-0 in casa contro l'APOEL in UEFA Champions League, raggiunge quota 300 presenze in tutte le competizioni con la maglia del Barcellona. Il 17 maggio 2015, grazie alla vittoria esterna contro l'Atlético Madrid, si aggiudica con i colori blaugrana il campionato spagnolo per la quinta volta. Il 30 maggio vince per la quarta volta la Coppa del Re, grazie al 3-1 contro l'Athletic Bilbao, mentre il 6 giugno si aggiudica per la terza volta la UEFA Champions League battendo con i compagni la Juventus per 3-1 a Berlino.
Nella stagione 2015-2016 decide di indossare la maglia numero 6 lasciata libera da Xavi. Comincia la nuova stagione vincendo la Supercoppa UEFA contro il Siviglia. Per Alves si tratta del quarto successo personale, uno in meno rispetto al record di cinque vittorie detenuto da Paolo Maldini.
Il 2 giugno 2016 il Barcellona annuncia sul proprio sito ufficiale che il giocatore ha assunto la decisione di lasciare la compagine catalana.

#### Juventus
Il 27 giugno 2016 si trasferisce alla Juventus, scegliendo la maglia numero 23. Il 21 settembre, in occasione di Juventus-Cagliari di Serie A, sigla il proprio primo gol ufficiale in maglia bianconera. Quella stessa settimana, il 27 settembre, sigla anche la rete del definitivo 0-4 in casa della Dinamo Zagabria, primo gol in UEFA Champions League con i bianconeri. Il 27 novembre, in seguito ad un contrasto di gioco con Lucas Ocampos avvenuto nel corso della partita persa per 3-1 contro il Genoa, subisce la frattura composta del perone sinistro.
Rientrato dall'infortunio, realizza altre due reti nella fase a eliminazione diretta di Champions League, contro Porto e Monaco, contribuendo al raggiungimento della finale, poi persa 1-4 contro il Real Madrid. Il 17 maggio segna il gol dell'1-0 nella vittoria contro la Lazio in finale di Coppa Italia. Il 29 giugno risolve anticipatamente il contratto che lo legava al club bianconero, dopo aver vinto lo scudetto e la Coppa Italia con la Juventus e dopo aver collezionato con la stessa squadra 33 presenze totali e 6 reti segnate.

#### Paris Saint-Germain

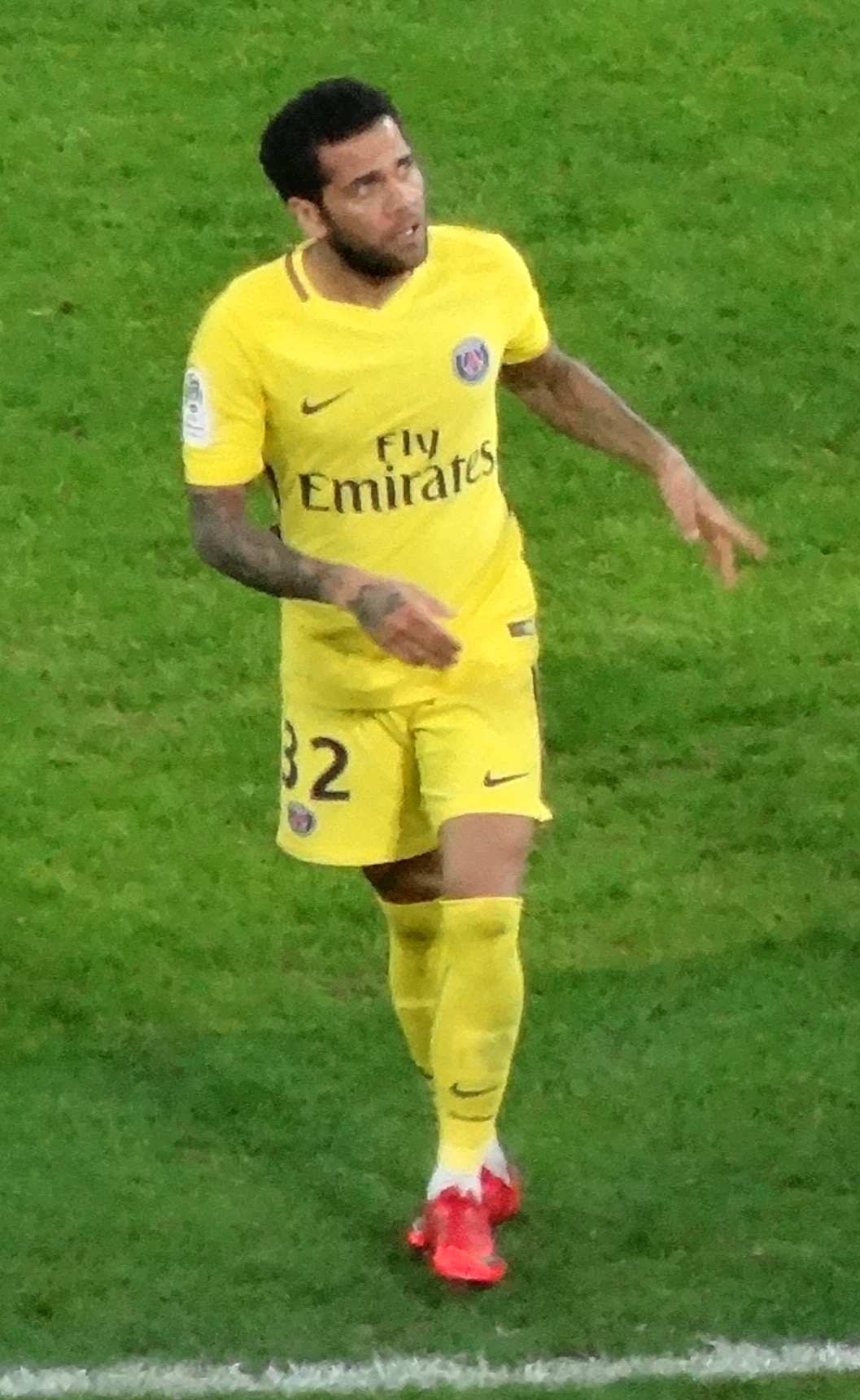
Dani Alves con la maglia del nel 2018.

Il 12 luglio 2017 firma un contratto biennale con il Paris Saint-Germain, decidendo di indossare la maglia numero 32. Il 29 luglio seguente, all'esordio con la nuova maglia, segna subito il suo primo gol, nella Supercoppa di Francia vinta contro il Monaco.
A fine stagione colleziona complessivamente 41 presenze e 5 gol in tutte le competizioni, arricchendo il suo palmarès da record con la Ligue 1, la Coupe de France e la Coupe de la Ligue.
Nella seconda stagione i parigini conquistano solo 2 trofei su cinque: la Supercoppa di lega e la sesta Ligue 1 in sette anni. La squadra viene eliminata agli ottavi di Champions League dal Manchester United, ai quarti di Coupe de la Ligue dal Guingamp e in finale di Coppa di Francia ai rigori contro il Rennes, dopo aver condotto per 2-0 grazie allo stesso brasiliano che sblocca l'incontro. Dani Alves si ripete anche nella serie dal dischetto ma non riesce nell'occasione ad alzare il suo 43º titolo.
Al termine della stagione, non rinnova il suo contratto con la società francese, lasciando quindi la squadra.

#### San Paolo
Svincolatosi dal Paris Saint-Germain, il 2 agosto 2019 viene ufficializzato dal San Paolo, con cui firma un contratto valido fino a dicembre 2022. Sceglie di indossare la maglia numero 10. Dopo due anni e la vittoria di un Campionato Paulista nel 2021, il 17 settembre dello stesso anno risolve il contratto con la società brasiliana in scadenza nel dicembre 2022.

#### Ritorno al Barcellona
Il 12 novembre 2021 viene annunciato un principio di accordo per il suo ritorno al Barcellona fino al termine della stagione, scegliendo di indossare la numero 8. Pur allenandosi con la squadra catalana dallo stesso mese, il contratto del brasiliano viene registrato il 5 gennaio 2022. Lo stesso giorno fa il suo secondo esordio con la maglia blaugrana nella vittoria per 2-1 contro il Linares Deportivo in Coppa del Re. Tre giorni dopo debutta anche in campionato, nel pareggio per 1-1 contro il Granada, partita nella quale fornisce l'assist a Luuk de Jong per il momentaneo vantaggio. Il 6 febbraio è protagonista nell'Otro Clásico contro l'Atlético Madrid, partita in cui segna una rete, la prima al ritorno in maglia blaugrana, mettendo a referto anche un assist e venendo infine espulso. Il 21 giugno 2022 il Barcellona comunica al giocatore di non voler rinnovare il suo contratto.

#### Pumas UNAM
Il 23 luglio 2022 firma un contratto annuale con il Pumas UNAM, squadra messicana di massima serie. Il 20 gennaio successivo, il club decide di licenziarlo in seguito al suo arresto per violenza sessuale a Barcellona.

### Nazionale

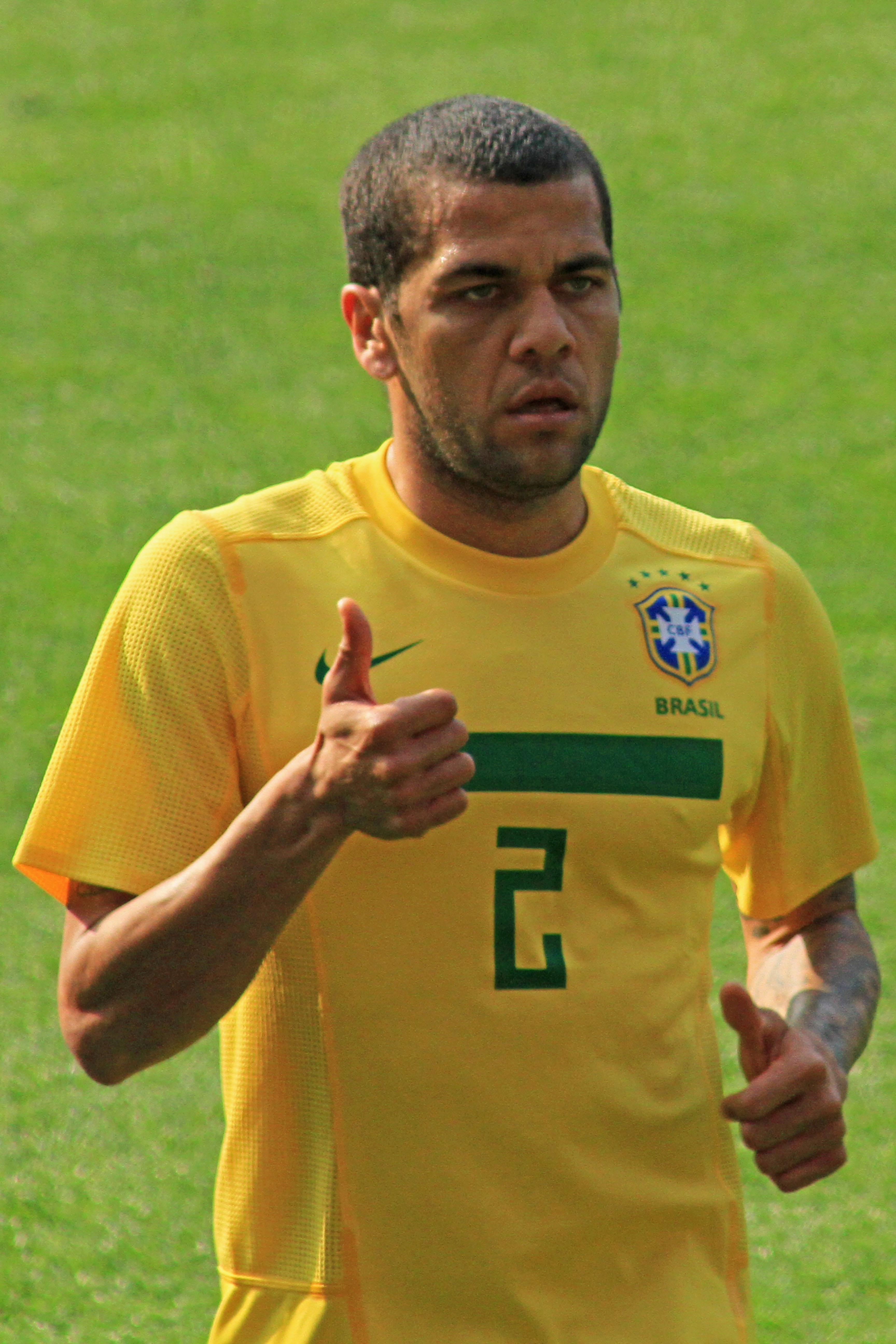
Dani Alves in un'amichevole tra e nel 2011.

A livello giovanile ha preso parte al Mondiale Under-20 2003, vincendo il torneo con il Brasile e venendo nominato come terzo miglior calciatore di quella competizione.
Esordisce con la nazionale brasiliana il 10 ottobre 2006, a 23 anni, nella partita amichevole vinta per 2-1 contro l'Ecuador. Successivamente viene convocato dal commissario tecnico Dunga per la Copa América 2007 in Venezuela. Gioca le tre partite della fase a gironi e la finale vinta contro l'Argentina; contro gli argentini è autore del secondo gol del Brasile che alla fine si imporrà sull'avversario per 3-0. Due anni dopo è tra i convocati di Dunga per la FIFA Confederations Cup 2009, vinta dal Brasile, in cui è autore di un gol nella semifinale contro il Sudafrica.
Nel maggio 2010 è stato convocato per il Mondiale 2010 in Sudafrica. Il 15 giugno fa il suo esordio mondiale subentrando a Maicon nella prima sfida della fase a gironi contro la Corea del Nord. Il 25 giugno, con il Brasile già qualificato agli ottavi di finale, gioca da titolare la terza sfida della fase a gironi contro il Portogallo. Sempre da titolare gioca l'ottavo di finale contro il Cile e il quarto di finale contro i Paesi Bassi che sancisce l'eliminazione del Brasile.
Nel 2011 Mano Menezes lo ha convocato per la Coppa America in Argentina dove Dani Alves ha disputato 2 delle 4 partite dei verdeoro, eliminati nei quarti di finale dal Paraguay ai rigori (0-2).

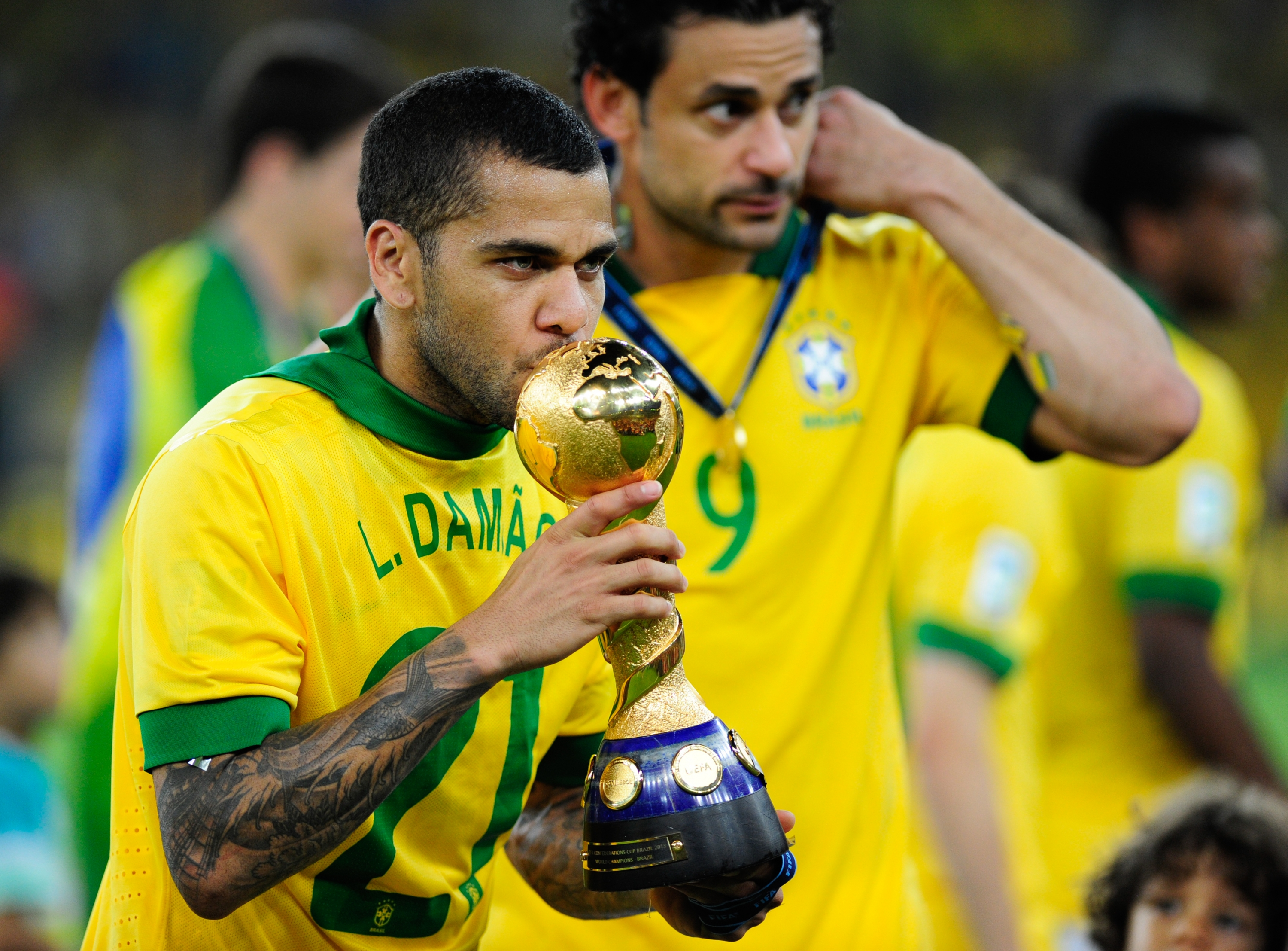
Dani Alves con il trofeo della Confederations Cup vinto con il nel 2013.

Nel 2013 viene inserito, dal CT Luiz Felipe Scolari, nella lista dei 23 convocati per la Confederations Cup, che è svolta in Brasile. Disputa da titolare tutte e cinque le partite del Brasile, compresa la vittoriosa finale contro la Spagna.
Viene convocato per il Mondiale 2014 disputato in Brasile. In questa competizione è titolare fino ai quarti di finale, poi, a causa di uno scarso stato di forma, perde il posto da titolare in favore di Maicon. Salta dunque la semifinale contro la Germania (1-7) che sancisce l'eliminazione del Brasile e anche la finale per il terzo posto persa contro i Paesi Bassi (0-3).
L'11 giugno 2015 viene in seguito integrato dal commissario tecnico Dunga, nella lista definitiva alla Copa América 2015, a causa dell'infortunio di Danilo. Dani Alves gioca titolare tutte le 4 partite del Brasile, compreso il quarto di finale perso contro il Paraguay.
Nel 2018 è costretto a saltare il Mondiale in Russia a causa di un infortunio al ginocchio.
Convocato dal CT Tite per la Copa América 2019, vince la competizione con la fascia di capitano.
Nell'estate del 2021 partecipa con la nazionale olimpica allenata da Andrè Jardine alle Olimpiadi di Tokyo. Gioca tutte e sei le partite del torneo, diventando campione olimpico, nella semifinale contro il Messico la partita finisce a reti inviolate, il Brasile vince per 4-1 ai rigori e Alves è il primo a segnare dal discetto, infine grazie alla vittoria per 2-1 dopo i tempi supplementari sulla Spagna i brasiliani vincono l'oro.
Convocato per il Mondiale 2022 in Qatar, scende in campo il 2 dicembre in occasione della sconfitta per 1-0 contro il Camerun, in cui a 39 anni diventa il giocatore più anziano ad avere giocato per il Brasile in un Mondiale, oltre ad avere agganciato Roberto Carlos al secondo posto nelle presenze in nazionale a quota 125, per poi superarlo 3 giorni dopo, nella gara valida per gli ottavi e vinta 4-1 contro la Corea del Sud. Non partecipa invece alla partita dei quarti contro la Croazia, che vede l'eliminazione ai rigori della nazionale verdeoro.

## Controversie giudiziarie
Il 20 gennaio 2023 viene arrestato dalla polizia catalana con l'accusa di violenza sessuale ai danni di una ragazza e posto in custodia cautelare in carcere; l’aggressione sarebbe avvenuta in una discoteca di Barcellona il 30 dicembre 2022. Il 21 febbraio successivo gli viene respinta dalla sezione 3 del tribunale di Barcellona la richiesta di libertà provvisoria, alla luce del rischio di fuga, e rimane all'interno del centro penitenziario Can Brians 2. Nei mesi successivi gli vengono respinte dal tribunale catalano altre due medesime richieste.
Il 22 febbraio 2024 viene condannato dalla sezione 12 del tribunale di Barcellona a 4 anni e 6 mesi di carcere per violenza sessuale. Il processo, dopo tre udienze, si era concluso il 7 febbraio precedente. Il 25 marzo seguente torna in libertà dopo 14 mesi dietro il pagamento di una cauzione da un milione di euro, non potendo lasciare la Spagna, dovendo stare a una certa distanza dalla vittima e dovendosi presentare in tribunale una volta alla settimana in attesa della conclusione del processo.
Il 28 marzo 2025, a due anni di distanza dalla sua condanna, l'Alta Corte di Giustizia della Catalogna lo assolve dall'accusa di violenza sessuale.

## Statistiche

### Presenze e reti nei club
Statistiche aggiornate al 12 gennaio 2023.
| Stagione                   | Squadra                    | Campionato                 | Campionato | Campionato | Coppe nazionali | Coppe nazionali | Coppe nazionali | Coppe continentali | Coppe continentali | Coppe continentali | Altre coppe | Altre coppe | Altre coppe | Totale | Totale |
| Stagione                   | Squadra                    | Comp                       | Pres       | Reti       | Comp            | Pres            | Reti            | Comp               | Pres               | Reti               | Comp        | Pres        | Reti        | Pres   | Reti   |
| -------------------------- | -------------------------- | -------------------------- | ---------- | ---------- | --------------- | --------------- | --------------- | ------------------ | ------------------ | ------------------ | ----------- | ----------- | ----------- | ------ | ------ |
| giu. -dic.2001             | Bahia                      | PD/BA+A                    | 0+6        | 0          | CB              | -               | -               | -                  | -                  | -                  | CdN         | -           | -           | 6      | 0      |
| 2002                       | Bahia                      | PD/BA+A                    | 17+19      | 0+2        | CB              | 6               | 2               | -                  | -                  | -                  | CdN+CdC     | 9+1         | 1+0         | 52     | 5      |
| Totale Bahia               | Totale Bahia               | Totale Bahia               | 17+25      | 0+2        |                 | 6               | 2               |                    | -                  | -                  |             | 10          | 1           | 58     | 5      |
| gen. -giu.2003             | Siviglia                   | PD                         | 10         | 0          | CR              | 1               | 0               | -                  | -                  | -                  | -           | -           | -           | 11     | 0      |
| 2003-2004                  | Siviglia                   | PD                         | 29         | 1          | CR              | 7               | 1               | -                  | -                  | -                  | -           | -           | -           | 36     | 2      |
| 2004-2005                  | Siviglia                   | PD                         | 34         | 1          | CR              | 5               | 0               | CU                 | 9                  | 0                  | -           | -           | -           | 48     | 1      |
| 2005-2006                  | Siviglia                   | PD                         | 35         | 3          | CR              | 2               | 0               | CU                 | 14                 | 0                  | -           | -           | -           | 51     | 3      |
| 2006-2007                  | Siviglia                   | PD                         | 34         | 3          | CR              | 8               | 0               | CU                 | 14                 | 2                  | SU          | 1           | 0           | 57     | 5      |
| 2007-2008                  | Siviglia                   | PD                         | 33         | 2          | CR              | 3               | 0               | UCL                | 8                  | 2                  | SS+SU       | 2+1         | 0           | 47     | 4      |
| Totale Siviglia            | Totale Siviglia            | Totale Siviglia            | 175        | 11         |                 | 26              | 1               |                    | 45                 | 4                  |             | 4           | 0           | 250    | 16     |
| 2008-2009                  | Barcellona                 | PD                         | 34         | 5          | CR              | 8               | 0               | UCL                | 12                 | 0                  | -           | -           | -           | 54     | 5      |
| 2009-2010                  | Barcellona                 | PD                         | 29         | 3          | CR              | 3               | 0               | UCL                | 11                 | 0                  | SS+SU+Cmc   | 2+1+2       | 0           | 48     | 3      |
| 2010-2011                  | Barcellona                 | PD                         | 35         | 2          | CR              | 5               | 0               | UCL                | 12                 | 2                  | SS          | 2           | 0           | 54     | 4      |
| 2011-2012                  | Barcellona                 | PD                         | 33         | 2          | CR              | 5               | 1               | UCL                | 10                 | 0                  | SS+SU+Cmc   | 2+1+1       | 0           | 52     | 3      |
| 2012-2013                  | Barcellona                 | PD                         | 30         | 0          | CR              | 6               | 0               | UCL                | 10                 | 1                  | SS          | 1           | 0           | 47     | 1      |
| 2013-2014                  | Barcellona                 | PD                         | 27         | 2          | CR              | 5               | 0               | UCL                | 8                  | 2                  | SS          | 2           | 0           | 42     | 4      |
| 2014-2015                  | Barcellona                 | PD                         | 30         | 0          | CR              | 5               | 0               | UCL                | 11                 | 0                  | -           | -           | -           | 46     | 0      |
| 2015-2016                  | Barcellona                 | PD                         | 29         | 0          | CR              | 6               | 1               | UCL                | 8                  | 0                  | SU+SS+Cmc   | 1+2+2       | 0           | 48     | 1      |
| 2016-2017                  | Juventus                   | A                          | 19         | 2          | CI              | 2               | 1               | UCL                | 12                 | 3                  | SI          | 0           | 0           | 33     | 6      |
| 2017-2018                  | Paris Saint-Germain        | L1                         | 25         | 1          | CF+CdL          | 4+3             | 0+1             | UCL                | 8                  | 2                  | SF          | 1           | 1           | 41     | 5      |
| 2018-2019                  | Paris Saint-Germain        | L1                         | 23         | 1          | CF+CdL          | 4+2             | 2+0             | UCL                | 3                  | 0                  | SF          | 0           | 0           | 32     | 3      |
| Totale Paris Saint-Germain | Totale Paris Saint-Germain | Totale Paris Saint-Germain | 48         | 2          |                 | 13              | 3               |                    | 11                 | 2                  |             | 1           | 1           | 73     | 8      |
| ago.-dic. 2019             | San Paolo                  | A1/SP+A                    | 0+20       | 2          | CB              | -               | -               | CL                 | -                  | -                  | -           | -           | -           | 20     | 2      |
| 2020                       | San Paolo                  | A1/SP+A                    | 11+30      | 4+1        | CB              | 6               | 0               | CL+CS              | 4+2                | 1+1                | -           | -           | -           | 53     | 7      |
| gen.-set. 2021             | San Paolo                  | A1/SP+A                    | 9+6        | 1+0        | CB              | 1               | 0               | CL                 | 6                  | 0                  | -           | -           | -           | 22     | 1      |
| Totale San Paolo           | Totale San Paolo           | Totale San Paolo           | 20+56      | 5+3        |                 | 7               | 0               |                    | 12                 | 2                  |             | 0           | 0           | 95     | 10     |
| gen.-giu. 2022             | Barcellona                 | PD                         | 14         | 1          | CR              | 2               | 0               | UEL                | -                  | -                  | SS          | 1           | 0           | 17     | 1      |
| Totale Barcellona          | Totale Barcellona          | Totale Barcellona          | 261        | 15         |                 | 45              | 2               |                    | 82                 | 5                  |             | 20          | 0           | 408    | 22     |
| 2022-gen. 2023             | Pumas UNAM                 | PD                         | 13         | 0          | CM              | 1               | 0               | -                  | -                  | -                  | -           | -           | -           | 14     | 0      |
| Totale carriera            | Totale carriera            | Totale carriera            | 634        | 40         |                 | 100             | 9               |                    | 162                | 16                 |             | 35          | 2           | 931    | 67     |

### Cronologia presenze e reti in nazionale
| Cronologia completa delle presenze e delle reti in nazionale ― Brasile | Cronologia completa delle presenze e delle reti in nazionale ― Brasile | Cronologia completa delle presenze e delle reti in nazionale ― Brasile | Cronologia completa delle presenze e delle reti in nazionale ― Brasile | Cronologia completa delle presenze e delle reti in nazionale ― Brasile | Cronologia completa delle presenze e delle reti in nazionale ― Brasile | Cronologia completa delle presenze e delle reti in nazionale ― Brasile | Cronologia completa delle presenze e delle reti in nazionale ― Brasile |
| Data                                                                   | Città                                                                  | In casa                                                                | Risultato                                                              | Ospiti                                                                 | Competizione                                                           | Reti                                                                   | Note                                                                   |
| ---------------------------------------------------------------------- | ---------------------------------------------------------------------- | ---------------------------------------------------------------------- | ---------------------------------------------------------------------- | ---------------------------------------------------------------------- | ---------------------------------------------------------------------- | ---------------------------------------------------------------------- | ---------------------------------------------------------------------- |
| 10-10-2006                                                             | Stoccolma                                                              | Brasile                                                                | 2 – 1                                                                  | Ecuador                                                                | Amichevole                                                             | -                                                                      | 68’                                                                    |
| 6-2-2007                                                               | Londra                                                                 | Brasile                                                                | 0 – 2                                                                  | Portogallo                                                             | Amichevole                                                             | -                                                                      | 62’                                                                    |
| 24-3-2007                                                              | Göteborg                                                               | Cile                                                                   | 0 – 4                                                                  | Brasile                                                                | Amichevole                                                             | -                                                                      |                                                                        |
| 27-3-2007                                                              | Stoccolma                                                              | Ghana                                                                  | 0 – 1                                                                  | Brasile                                                                | Amichevole                                                             | -                                                                      | 60’ 80’                                                                |
| 1-6-2007                                                               | Londra                                                                 | Inghilterra                                                            | 1 – 1                                                                  | Brasile                                                                | Amichevole                                                             | -                                                                      | 64’                                                                    |
| 27-6-2007                                                              | Puerto Ordaz                                                           | Brasile                                                                | 0 – 2                                                                  | Messico                                                                | Coppa America 2007 - 1º turno                                          | -                                                                      | 79’ 83’                                                                |
| 1-7-2007                                                               | Maturín                                                                | Brasile                                                                | 3 – 0                                                                  | Cile                                                                   | Coppa America 2007 - 1º turno                                          | -                                                                      | 26’                                                                    |
| 4-7-2007                                                               | Puerto La Cruz                                                         | Brasile                                                                | 1 – 0                                                                  | Ecuador                                                                | Coppa America 2007 - 1º turno                                          | -                                                                      | 57’ 81’                                                                |
| 15-7-2007                                                              | Maracaibo                                                              | Brasile                                                                | 3 – 0                                                                  | Argentina                                                              | Coppa America 2007 - Finale                                            | 1                                                                      | 34’                                                                    |
| 22-8-2007                                                              | Montpellier                                                            | Brasile                                                                | 2 – 0                                                                  | Algeria                                                                | Amichevole                                                             | -                                                                      | 68’                                                                    |
| 9-9-2007                                                               | Chicago                                                                | Stati Uniti                                                            | 2 – 4                                                                  | Brasile                                                                | Amichevole                                                             | -                                                                      | 64’                                                                    |
| 12-9-2007                                                              | Boston                                                                 | Messico                                                                | 1 – 3                                                                  | Brasile                                                                | Amichevole                                                             | -                                                                      | 60’                                                                    |
| 21-11-2007                                                             | San Paolo                                                              | Brasile                                                                | 2 – 1                                                                  | Uruguay                                                                | Qual. Mondiali 2010                                                    | -                                                                      | 86’                                                                    |
| 26-3-2008                                                              | Londra                                                                 | Brasile                                                                | 1 – 0                                                                  | Svezia                                                                 | Amichevole                                                             | -                                                                      | 73’                                                                    |
| 31-5-2008                                                              | Seattle                                                                | Brasile                                                                | 3 – 2                                                                  | Canada                                                                 | Amichevole                                                             | -                                                                      | 74’                                                                    |
| 6-6-2008                                                               | Boston                                                                 | Venezuela                                                              | 2 – 0                                                                  | Brasile                                                                | Amichevole                                                             | -                                                                      | 46’                                                                    |
| 18-6-2008                                                              | Belo Horizonte                                                         | Brasile                                                                | 0 – 0                                                                  | Argentina                                                              | Qual. Mondiali 2010                                                    | -                                                                      | 79’                                                                    |
| 19-11-2008                                                             | Gama                                                                   | Brasile                                                                | 6 – 2                                                                  | Portogallo                                                             | Amichevole                                                             | -                                                                      | 79’                                                                    |
| 10-2-2009                                                              | Londra                                                                 | Brasile                                                                | 2 – 0                                                                  | Italia                                                                 | Amichevole                                                             | -                                                                      | 69’                                                                    |
| 29-3-2009                                                              | Quito                                                                  | Ecuador                                                                | 1 – 1                                                                  | Brasile                                                                | Qual. Mondiali 2010                                                    | -                                                                      | 24’ 82’                                                                |
| 1-4-2009                                                               | Porto Alegre                                                           | Brasile                                                                | 3 – 0                                                                  | Perù                                                                   | Qual. Mondiali 2010                                                    | -                                                                      |                                                                        |
| 6-6-2009                                                               | Montevideo                                                             | Uruguay                                                                | 0 – 4                                                                  | Brasile                                                                | Qual. Mondiali 2010                                                    | 1                                                                      |                                                                        |
| 10-6-2009                                                              | Recife                                                                 | Brasile                                                                | 2 – 1                                                                  | Paraguay                                                               | Qual. Mondiali 2010                                                    | -                                                                      |                                                                        |
| 15-6-2009                                                              | Bloemfontein                                                           | Brasile                                                                | 4 – 3                                                                  | Egitto                                                                 | Conf. Cup 2009 - 1º turno                                              | -                                                                      |                                                                        |
| 25-6-2009                                                              | Johannesburg                                                           | Brasile                                                                | 1 – 0                                                                  | Sudafrica                                                              | Conf. Cup 2009 - Semifinale                                            | 1                                                                      | 82’ 89’                                                                |
| 28-6-2009                                                              | Johannesburg                                                           | Stati Uniti                                                            | 2 – 3                                                                  | Brasile                                                                | Conf. Cup 2009 - Finale                                                | -                                                                      | 66’                                                                    |
| 12-8-2009                                                              | Tallinn                                                                | Estonia                                                                | 0 – 1                                                                  | Brasile                                                                | Amichevole                                                             | -                                                                      | 58’ 74’                                                                |
| 5-9-2009                                                               | Rosario                                                                | Argentina                                                              | 1 – 3                                                                  | Brasile                                                                | Qual. Mondiali 2010                                                    | -                                                                      | 68’                                                                    |
| 9-9-2009                                                               | Salvador                                                               | Brasile                                                                | 4 – 2                                                                  | Cile                                                                   | Qual. Mondiali 2010                                                    | -                                                                      |                                                                        |
| 11-10-2009                                                             | La Paz                                                                 | Bolivia                                                                | 2 – 1                                                                  | Brasile                                                                | Qual. Mondiali 2010                                                    | -                                                                      | 72’                                                                    |
| 14-11-2009                                                             | Doha                                                                   | Brasile                                                                | 1 – 0                                                                  | Inghilterra                                                            | Amichevole                                                             | -                                                                      | 64’                                                                    |
| 17-11-2009                                                             | Mascate                                                                | Oman                                                                   | 0 – 2                                                                  | Brasile                                                                | Amichevole                                                             | -                                                                      | 65’                                                                    |
| 2-3-2010                                                               | Londra                                                                 | Irlanda                                                                | 0 – 2                                                                  | Brasile                                                                | Amichevole                                                             | -                                                                      | 64’                                                                    |
| 2-6-2010                                                               | Harare                                                                 | Zimbabwe                                                               | 0 – 3                                                                  | Brasile                                                                | Amichevole                                                             | -                                                                      | 46’                                                                    |
| 7-6-2010                                                               | Dar es Salaam                                                          | Tanzania                                                               | 1 – 5                                                                  | Brasile                                                                | Amichevole                                                             | -                                                                      | 60’                                                                    |
| 15-6-2010                                                              | Johannesburg                                                           | Brasile                                                                | 2 – 1                                                                  | Corea del Nord                                                         | Mondiali 2010 - 1º turno                                               | -                                                                      | 73’                                                                    |
| 20-6-2010                                                              | Johannesburg                                                           | Brasile                                                                | 3 – 1                                                                  | Costa d'Avorio                                                         | Mondiali 2010 - 1º turno                                               | -                                                                      | 67’                                                                    |
| 25-6-2010                                                              | Durban                                                                 | Portogallo                                                             | 0 – 0                                                                  | Brasile                                                                | Mondiali 2010 - 1º turno                                               | -                                                                      |                                                                        |
| 28-6-2010                                                              | Johannesburg                                                           | Brasile                                                                | 3 – 0                                                                  | Cile                                                                   | Mondiali 2010 - Ottavi di finale                                       | -                                                                      |                                                                        |
| 2-7-2010                                                               | Port Elizabeth                                                         | Paesi Bassi                                                            | 2 – 1                                                                  | Brasile                                                                | Mondiali 2010 - Quarti di finale                                       | -                                                                      |                                                                        |
| 10-8-2010                                                              | East Rutherford                                                        | Stati Uniti                                                            | 0 – 2                                                                  | Brasile                                                                | Amichevole                                                             | -                                                                      |                                                                        |
| 7-10-2010                                                              | Abu Dhabi                                                              | Iran                                                                   | 0 – 3                                                                  | Brasile                                                                | Amichevole                                                             | 1                                                                      |                                                                        |
| 11-10-2010                                                             | Derby                                                                  | Brasile                                                                | 2 – 0                                                                  | Ucraina                                                                | Amichevole                                                             | 1                                                                      |                                                                        |
| 17-11-2010                                                             | Doha                                                                   | Argentina                                                              | 1 – 0                                                                  | Brasile                                                                | Amichevole                                                             | -                                                                      |                                                                        |
| 9-2-2011                                                               | Saint-Denis                                                            | Francia                                                                | 1 – 0                                                                  | Brasile                                                                | Amichevole                                                             | -                                                                      |                                                                        |
| 27-3-2011                                                              | Londra                                                                 | Brasile                                                                | 2 – 0                                                                  | Scozia                                                                 | Amichevole                                                             | -                                                                      |                                                                        |
| 4-6-2011                                                               | Goiânia                                                                | Brasile                                                                | 0 – 0                                                                  | Paesi Bassi                                                            | Amichevole                                                             | -                                                                      | 41’                                                                    |
| 3-7-2011                                                               | La Plata                                                               | Brasile                                                                | 0 – 0                                                                  | Venezuela                                                              | Coppa America 2011 - 1º turno                                          | -                                                                      |                                                                        |
| 9-7-2011                                                               | Córdoba                                                                | Brasile                                                                | 2 – 2                                                                  | Paraguay                                                               | Coppa America 2011 - 1º turno                                          | -                                                                      | 90+2’                                                                  |
| 10-8-2011                                                              | Stoccarda                                                              | Germania                                                               | 3 – 2                                                                  | Brasile                                                                | Amichevole                                                             | -                                                                      |                                                                        |
| 5-9-2011                                                               | Londra                                                                 | Brasile                                                                | 1 – 0                                                                  | Ghana                                                                  | Amichevole                                                             | -                                                                      |                                                                        |
| 7-10-2011                                                              | San José                                                               | Costa Rica                                                             | 0 – 1                                                                  | Brasile                                                                | Amichevole                                                             | -                                                                      | 53’ 89’                                                                |
| 11-10-2011                                                             | Torreón                                                                | Messico                                                                | 1 – 2                                                                  | Brasile                                                                | Amichevole                                                             | -                                                                      | 7’, 44’                                                                |
| 14-11-2011                                                             | Al Rayyan                                                              | Egitto                                                                 | 0 – 2                                                                  | Brasile                                                                | Amichevole                                                             | -                                                                      |                                                                        |
| 28-2-2012                                                              | San Gallo                                                              | Bosnia ed Erzegovina                                                   | 1 – 2                                                                  | Brasile                                                                | Amichevole                                                             | -                                                                      |                                                                        |
| 15-8-2012                                                              | Solna                                                                  | Svezia                                                                 | 0 – 3                                                                  | Brasile                                                                | Amichevole                                                             | -                                                                      |                                                                        |
| 7-9-2012                                                               | San Paolo                                                              | Brasile                                                                | 1 – 0                                                                  | Sudafrica                                                              | Amichevole                                                             | -                                                                      |                                                                        |
| 10-9-2012                                                              | Recife                                                                 | Brasile                                                                | 8 – 0                                                                  | Cina                                                                   | Amichevole                                                             | -                                                                      | 71’                                                                    |
| 14-11-2012                                                             | New Jersey                                                             | Brasile                                                                | 1 – 1                                                                  | Colombia                                                               | Amichevole                                                             | -                                                                      |                                                                        |
| 6-2-2013                                                               | Londra                                                                 | Inghilterra                                                            | 2 – 1                                                                  | Brasile                                                                | Amichevole                                                             | -                                                                      |                                                                        |
| 21-3-2013                                                              | Ginevra                                                                | Brasile                                                                | 2 – 2                                                                  | Italia                                                                 | Amichevole                                                             | -                                                                      |                                                                        |
| 25-3-2013                                                              | Londra                                                                 | Brasile                                                                | 1 – 1                                                                  | Russia                                                                 | Amichevole                                                             | -                                                                      |                                                                        |
| 2-6-2013                                                               | Rio de Janeiro                                                         | Brasile                                                                | 2 – 2                                                                  | Inghilterra                                                            | Amichevole                                                             | -                                                                      |                                                                        |
| 9-6-2013                                                               | Porto Alegre                                                           | Brasile                                                                | 3 – 0                                                                  | Francia                                                                | Amichevole                                                             | -                                                                      |                                                                        |
| 15-6-2013                                                              | Brasilia                                                               | Brasile                                                                | 3 – 0                                                                  | Giappone                                                               | Conf. Cup 2013 - 1º turno                                              | -                                                                      |                                                                        |
| 19-6-2013                                                              | Fortaleza                                                              | Brasile                                                                | 2 – 0                                                                  | Messico                                                                | Conf. Cup 2013 - 1º turno                                              | -                                                                      | 76’                                                                    |
| 22-6-2013                                                              | Salvador                                                               | Italia                                                                 | 2 – 4                                                                  | Brasile                                                                | Conf. Cup 2013 - 1º turno                                              | -                                                                      |                                                                        |
| 26-6-2013                                                              | Belo Horizonte                                                         | Brasile                                                                | 2 – 1                                                                  | Uruguay                                                                | Conf. Cup 2013 - Semifinale                                            | -                                                                      |                                                                        |
| 30-6-2013                                                              | Rio de Janeiro                                                         | Brasile                                                                | 3 – 0                                                                  | Spagna                                                                 | Conf. Cup 2013 - Finale                                                | -                                                                      | [ 94 ]                                                                 |
| 14-8-2013                                                              | Basilea                                                                | Svizzera                                                               | 1 – 0                                                                  | Brasile                                                                | Amichevole                                                             | -                                                                      | 69’                                                                    |
| 12-10-2013                                                             | Seul                                                                   | Corea del Sud                                                          | 0 – 2                                                                  | Brasile                                                                | Amichevole                                                             | -                                                                      |                                                                        |
| 15-10-2013                                                             | Pechino                                                                | Brasile                                                                | 2 – 0                                                                  | Zambia                                                                 | Amichevole                                                             | -                                                                      |                                                                        |
| 5-3-2014                                                               | Johannesburg                                                           | Sudafrica                                                              | 0 – 5                                                                  | Brasile                                                                | Amichevole                                                             | -                                                                      | 58’                                                                    |
| 3-6-2014                                                               | Goiânia                                                                | Brasile                                                                | 4 – 0                                                                  | Panama                                                                 | Amichevole                                                             | 1                                                                      | 46’                                                                    |
| 6-6-2014                                                               | San Paolo                                                              | Brasile                                                                | 1 – 0                                                                  | Serbia                                                                 | Amichevole                                                             | -                                                                      | 72’                                                                    |
| 12-6-2014                                                              | San Paolo                                                              | Brasile                                                                | 3 – 1                                                                  | Croazia                                                                | Mondiali 2014 - 1º turno                                               | -                                                                      |                                                                        |
| 17-6-2014                                                              | Fortaleza                                                              | Brasile                                                                | 0 – 0                                                                  | Messico                                                                | Mondiali 2014 - 1º turno                                               | -                                                                      |                                                                        |
| 23-6-2014                                                              | Brasilia                                                               | Camerun                                                                | 1 – 4                                                                  | Brasile                                                                | Mondiali 2014 - 1º turno                                               | -                                                                      |                                                                        |
| 28-6-2014                                                              | Belo Horizonte                                                         | Brasile                                                                | 1 – 1 dts (3 – 2 dtr)                                                  | Cile                                                                   | Mondiali 2014 - Ottavi di finale                                       | -                                                                      | 106’                                                                   |
| 14-6-2015                                                              | Temuco                                                                 | Brasile                                                                | 2 – 1                                                                  | Perù                                                                   | Coppa America 2015 - 1º turno                                          | -                                                                      |                                                                        |
| 17-6-2015                                                              | Santiago del Cile                                                      | Brasile                                                                | 0 – 1                                                                  | Colombia                                                               | Coppa America 2015 - 1º turno                                          | -                                                                      |                                                                        |
| 21-6-2015                                                              | Santiago del Cile                                                      | Brasile                                                                | 2 – 1                                                                  | Venezuela                                                              | Coppa America 2015 - 1º turno                                          | -                                                                      |                                                                        |
| 27-6-2015                                                              | Concepción                                                             | Brasile                                                                | 1 – 1 dts (3 – 4 dtr)                                                  | Paraguay                                                               | Coppa America 2015 - Quarti di finale                                  | -                                                                      | 50’                                                                    |
| 9-10-2015                                                              | Ñuñoa                                                                  | Cile                                                                   | 2 – 0                                                                  | Brasile                                                                | Qual. Mondiali 2018                                                    | -                                                                      |                                                                        |
| 14-10-2015                                                             | Fortaleza                                                              | Brasile                                                                | 3 – 1                                                                  | Venezuela                                                              | Qual. Mondiali 2018                                                    | -                                                                      |                                                                        |
| 13-11-2015                                                             | Buenos Aires                                                           | Argentina                                                              | 1 – 1                                                                  | Brasile                                                                | Qual. Mondiali 2018                                                    | -                                                                      |                                                                        |
| 17-11-2015                                                             | Salvador                                                               | Brasile                                                                | 3 – 0                                                                  | Perù                                                                   | Qual. Mondiali 2018                                                    | -                                                                      |                                                                        |
| 25-3-2016                                                              | Recife                                                                 | Brasile                                                                | 2 – 2                                                                  | Uruguay                                                                | Qual. Mondiali 2018                                                    | -                                                                      | 76’                                                                    |
| 29-3-2016                                                              | Asunción                                                               | Paraguay                                                               | 2 – 2                                                                  | Brasile                                                                | Qual. Mondiali 2018                                                    | 1                                                                      |                                                                        |
| 29-5-2016                                                              | Denver                                                                 | Panama                                                                 | 0 – 2                                                                  | Brasile                                                                | Amichevole                                                             | -                                                                      | 65’ 77’                                                                |
| 4-6-2016                                                               | Pasadena                                                               | Brasile                                                                | 0 – 0                                                                  | Ecuador                                                                | Coppa America Centenario - 1º turno                                    | -                                                                      | cap.                                                                   |
| 8-6-2016                                                               | Orlando                                                                | Brasile                                                                | 7 – 1                                                                  | Haiti                                                                  | Coppa America Centenario - 1º turno                                    | -                                                                      |                                                                        |
| 12-6-2016                                                              | Foxborough                                                             | Brasile                                                                | 0 – 1                                                                  | Perù                                                                   | Coppa America Centenario - 1º turno                                    | -                                                                      |                                                                        |
| 1-9-2016                                                               | Quito                                                                  | Ecuador                                                                | 0 – 3                                                                  | Brasile                                                                | Qual. Mondiali 2018                                                    | -                                                                      |                                                                        |
| 6-9-2016                                                               | Manaus                                                                 | Brasile                                                                | 2 – 1                                                                  | Colombia                                                               | Qual. Mondiali 2018                                                    | -                                                                      | cap.                                                                   |
| 6-10-2016                                                              | Natal                                                                  | Brasile                                                                | 5 – 0                                                                  | Bolivia                                                                | Qual. Mondiali 2018                                                    | -                                                                      |                                                                        |
| 11-10-2016                                                             | Mérida                                                                 | Venezuela                                                              | 0 – 2                                                                  | Brasile                                                                | Qual. Mondiali 2018                                                    | -                                                                      |                                                                        |
| 10-11-2016                                                             | Belo Horizonte                                                         | Brasile                                                                | 3 – 0                                                                  | Argentina                                                              | Qual. Mondiali 2018                                                    | -                                                                      | cap.                                                                   |
| 15-11-2016                                                             | Lima                                                                   | Perù                                                                   | 0 – 2                                                                  | Brasile                                                                | Qual. Mondiali 2018                                                    | -                                                                      |                                                                        |
| 23-3-2017                                                              | Montevideo                                                             | Uruguay                                                                | 1 – 4                                                                  | Brasile                                                                | Qual. Mondiali 2018                                                    | -                                                                      | 61’                                                                    |
| 1-9-2017                                                               | Porto Alegre                                                           | Brasile                                                                | 2 – 0                                                                  | Ecuador                                                                | Qual. Mondiali 2018                                                    | -                                                                      |                                                                        |
| 5-9-2017                                                               | Barranquilla                                                           | Colombia                                                               | 1 – 1                                                                  | Brasile                                                                | Qual. Mondiali 2018                                                    | -                                                                      | 64’                                                                    |
| 5-10-2017                                                              | La Paz                                                                 | Bolivia                                                                | 0 – 0                                                                  | Brasile                                                                | Qual. Mondiali 2018                                                    | -                                                                      |                                                                        |
| 10-10-2017                                                             | San Paolo                                                              | Brasile                                                                | 3 – 0                                                                  | Cile                                                                   | Qual. Mondiali 2018                                                    | -                                                                      |                                                                        |
| 14-11-2017                                                             | Londra                                                                 | Inghilterra                                                            | 0 – 0                                                                  | Brasile                                                                | Amichevole                                                             | -                                                                      | cap. 56’                                                               |
| 23-3-2018                                                              | Mosca                                                                  | Russia                                                                 | 0 – 3                                                                  | Brasile                                                                | Amichevole                                                             | -                                                                      | 83’                                                                    |
| 27-3-2018                                                              | Berlino                                                                | Germania                                                               | 0 – 1                                                                  | Brasile                                                                | Amichevole                                                             | -                                                                      | cap.                                                                   |
| 6-6-2019                                                               | Brasilia                                                               | Brasile                                                                | 2 – 0                                                                  | Qatar                                                                  | Amichevole                                                             | -                                                                      | cap. 81’                                                               |
| 9-6-2019                                                               | Porto Alegre                                                           | Brasile                                                                | 7 – 0                                                                  | Honduras                                                               | Amichevole                                                             | -                                                                      | cap.                                                                   |
| 14-6-2019                                                              | San Paolo                                                              | Brasile                                                                | 3 – 0                                                                  | Bolivia                                                                | Coppa America 2019 - 1º turno                                          | -                                                                      | cap.                                                                   |
| 18-6-2019                                                              | Salvador                                                               | Brasile                                                                | 0 – 0                                                                  | Venezuela                                                              | Coppa America 2019 - 1º turno                                          | -                                                                      | cap.                                                                   |
| 22-6-2019                                                              | San Paolo                                                              | Perù                                                                   | 0 – 5                                                                  | Brasile                                                                | Coppa America 2019 - 1º turno                                          | 1                                                                      | cap.                                                                   |
| 27-6-2019                                                              | Porto Alegre                                                           | Brasile                                                                | 0 – 0 (4 – 3 dtr)                                                      | Paraguay                                                               | Coppa America 2019 - Quarti di finale                                  | -                                                                      | cap. 83’                                                               |
| 2-7-2019                                                               | Belo Horizonte                                                         | Brasile                                                                | 2 – 0                                                                  | Argentina                                                              | Coppa America 2019 - Semifinale                                        | -                                                                      | cap. 40’                                                               |
| 7-7-2019                                                               | Rio de Janeiro                                                         | Brasile                                                                | 3 – 1                                                                  | Perù                                                                   | Coppa America 2019 - Finale                                            | -                                                                      | cap.                                                                   |
| 7-9-2019                                                               | Miami Gardens                                                          | Brasile                                                                | 2 – 2                                                                  | Colombia                                                               | Amichevole                                                             | -                                                                      | cap.                                                                   |
| 10-10-2019                                                             | Singapore                                                              | Brasile                                                                | 1 – 1                                                                  | Senegal                                                                | Amichevole                                                             | -                                                                      | cap.                                                                   |
| 13-10-2019                                                             | Singapore                                                              | Brasile                                                                | 1 – 1                                                                  | Nigeria                                                                | Amichevole                                                             | -                                                                      | cap.                                                                   |
| 10-9-2021                                                              | Recife                                                                 | Brasile                                                                | 2 – 0                                                                  | Perù                                                                   | Qual. Mondiali 2022                                                    | -                                                                      | 63’                                                                    |
| 27-1-2022                                                              | Quito                                                                  | Ecuador                                                                | 1 – 1                                                                  | Brasile                                                                | Qual. Mondiali 2022                                                    | -                                                                      | 32’                                                                    |
| 1-2-2022                                                               | Belo Horizonte                                                         | Brasile                                                                | 4 – 0                                                                  | Paraguay                                                               | Qual. Mondiali 2022                                                    | -                                                                      | cap.                                                                   |
| 29-3-2022                                                              | La Paz                                                                 | Bolivia                                                                | 0 – 4                                                                  | Brasile                                                                | Qual. Mondiali 2022                                                    | -                                                                      | cap.                                                                   |
| 2-6-2022                                                               | Seul                                                                   | Corea del Sud                                                          | 1 – 5                                                                  | Brasile                                                                | Amichevole                                                             | -                                                                      | cap.                                                                   |
| 6-6-2022                                                               | Tokyo                                                                  | Giappone                                                               | 0 – 1                                                                  | Brasile                                                                | Amichevole                                                             | -                                                                      | cap. 70’                                                               |
| 2-12-2022                                                              | Lusail                                                                 | Camerun                                                                | 1 – 0                                                                  | Brasile                                                                | Mondiali 2022 - 1º turno                                               | -                                                                      | cap.                                                                   |
| 5-12-2022                                                              | Doha                                                                   | Brasile                                                                | 4 – 1                                                                  | Corea del Sud                                                          | Mondiali 2022 - Ottavi di finale                                       | -                                                                      | 63’                                                                    |
| Totale                                                                 |                                                                        | Presenze (3º posto)                                                    | 126                                                                    |                                                                        | Reti                                                                   | 8                                                                      |                                                                        |

| Cronologia completa delle presenze e delle reti in nazionale (partite non ufficiali) ― Brasile | Cronologia completa delle presenze e delle reti in nazionale (partite non ufficiali) ― Brasile | Cronologia completa delle presenze e delle reti in nazionale (partite non ufficiali) ― Brasile | Cronologia completa delle presenze e delle reti in nazionale (partite non ufficiali) ― Brasile | Cronologia completa delle presenze e delle reti in nazionale (partite non ufficiali) ― Brasile | Cronologia completa delle presenze e delle reti in nazionale (partite non ufficiali) ― Brasile | Cronologia completa delle presenze e delle reti in nazionale (partite non ufficiali) ― Brasile | Cronologia completa delle presenze e delle reti in nazionale (partite non ufficiali) ― Brasile |
| Data                                                                                           | Città                                                                                          | In casa                                                                                        | Risultato                                                                                      | Ospiti                                                                                         | Competizione                                                                                   | Reti                                                                                           | Note                                                                                           |
| ---------------------------------------------------------------------------------------------- | ---------------------------------------------------------------------------------------------- | ---------------------------------------------------------------------------------------------- | ---------------------------------------------------------------------------------------------- | ---------------------------------------------------------------------------------------------- | ---------------------------------------------------------------------------------------------- | ---------------------------------------------------------------------------------------------- | ---------------------------------------------------------------------------------------------- |
| 7-10-2006                                                                                      | Madinat al-Kuwait                                                                              | Al-Kuwait                                                                                      | 0 – 4                                                                                          | Brasile                                                                                        |                                                                                                | -                                                                                              |                                                                                                |
| Totale                                                                                         |                                                                                                | Presenze                                                                                       | 1                                                                                              |                                                                                                | Reti                                                                                           | 0                                                                                              |                                                                                                |

| Cronologia completa delle presenze e delle reti in nazionale ― Brasile olimpica | Cronologia completa delle presenze e delle reti in nazionale ― Brasile olimpica | Cronologia completa delle presenze e delle reti in nazionale ― Brasile olimpica | Cronologia completa delle presenze e delle reti in nazionale ― Brasile olimpica | Cronologia completa delle presenze e delle reti in nazionale ― Brasile olimpica | Cronologia completa delle presenze e delle reti in nazionale ― Brasile olimpica | Cronologia completa delle presenze e delle reti in nazionale ― Brasile olimpica | Cronologia completa delle presenze e delle reti in nazionale ― Brasile olimpica |
| Data                                                                            | Città                                                                           | In casa                                                                         | Risultato                                                                       | Ospiti                                                                          | Competizione                                                                    | Reti                                                                            | Note                                                                            |
| ------------------------------------------------------------------------------- | ------------------------------------------------------------------------------- | ------------------------------------------------------------------------------- | ------------------------------------------------------------------------------- | ------------------------------------------------------------------------------- | ------------------------------------------------------------------------------- | ------------------------------------------------------------------------------- | ------------------------------------------------------------------------------- |
| 22-7-2021                                                                       | Yokohama                                                                        | Brasile olimpica                                                                | 4 – 2                                                                           | Germania olimpica                                                               | Olimpiadi 2020 - 1º turno                                                       | -                                                                               | cap.                                                                            |
| 25-7-2021                                                                       | Yokohama                                                                        | Brasile olimpica                                                                | 0 – 0                                                                           | Costa d'Avorio olimpica                                                         | Olimpiadi 2020 - 1º turno                                                       | -                                                                               | cap.                                                                            |
| 28-7-2021                                                                       | Saitama                                                                         | Arabia Saudita olimpica                                                         | 1 – 3                                                                           | Brasile olimpica                                                                | Olimpiadi 2020 - 1º turno                                                       | -                                                                               | cap. 98’                                                                        |
| 31-7-2021                                                                       | Saitama                                                                         | Brasile olimpica                                                                | 1 – 0                                                                           | Egitto olimpica                                                                 | Olimpiadi 2020 - Quarti di finale                                               | -                                                                               | cap.                                                                            |
| 3-8-2021                                                                        | Kashima                                                                         | Messico olimpica                                                                | 0 – 0 dts (1 – 4 dcr)                                                           | Brasile olimpica                                                                | Olimpiadi 2020 - Semifinale                                                     | -                                                                               | cap.                                                                            |
| 7-8-2021                                                                        | Yokohama                                                                        | Brasile olimpica                                                                | 2 – 1 dts                                                                       | Spagna olimpica                                                                 | Olimpiadi 2020 - Finale                                                         | -                                                                               | cap.                                                                            |
| Totale                                                                          |                                                                                 | Presenze                                                                        | 6                                                                               |                                                                                 | Reti                                                                            | 0                                                                               |                                                                                 |

### Record
- Unico calciatore professionista della storia ad aver vinto sette competizioni ufficiali nello stesso anno solare: nel 2009 infatti ha vinto il campionato spagnolo, la Coppa del Re, la UEFA Champions League, la Supercoppa di Spagna, la Supercoppa UEFA e la Coppa del mondo per club FIFA con il Barcellona e la FIFA Confederations Cup con la nazionale brasiliana.
- Calciatore più anziano ad avere giocato per il Brasile in un Mondiale (a 39 anni e 210 giorni).[78]

## Palmarès

### Club

#### Competizioni statali
- Copa do Nordeste: 1

Bahia: 2002
- Campionato paulista: 1

San Paolo: 2021

#### Competizioni nazionali
- Coppa di Spagna: 5

Siviglia: 2006-2007
Barcellona: 2008-2009, 2011-2012, 2014-2015, 2015-2016
- Supercoppa di Spagna: 5

Siviglia: 2007
Barcellona: 2009, 2010, 2011, 2013
- Campionato spagnolo: 6

Barcellona: 2008-2009, 2009-2010, 2010-2011, 2012-2013, 2014-2015, 2015-2016
- Coppa Italia: 1

Juventus: 2016-2017
- Campionato italiano: 1

Juventus: 2016-2017
- Supercoppa francese: 1

Paris Saint-Germain: 2017
- Coppa di Lega francese: 1

Paris Saint-Germain: 2017-2018
- Coppa di Francia: 1

Paris Saint-Germain: 2017-2018
- Campionato francese: 2

Paris Saint-Germain: 2017-2018, 2018-2019

#### Competizioni internazionali
- Coppa UEFA: 2

Siviglia: 2005-2006, 2006-2007
- Supercoppa UEFA: 4

Siviglia: 2006
Barcellona: 2009, 2011, 2015
- UEFA Champions League: 3

Barcellona: 2008-2009, 2010-2011, 2014-2015
- Coppa del mondo per club: 3

Barcellona: 2009, 2011, 2015

### Nazionale

#### Competizioni giovanili e olimpiche
- Campionato mondiale Under-20: 1

Emirati Arabi Uniti 2003
- Oro olimpico: 1

Tokyo 2020

#### Competizioni maggiori
- Coppa America: 2

Venezuela 2007, Brasile 2019
- Confederations Cup: 2

Sudafrica 2009, Brasile 2013

### Individuale
- Miglior giocatore della Coppa UEFA: 1

2006
- Miglior giocatore della Supercoppa UEFA: 1

2006
- ESM Team of the Year: 5

2006-2007, 2008-2009, 2009-2010, 2010-2011, 2011-2012
- Squadra dell'anno UEFA: 5

2007, 2009, 2011, 2015, 2017
- Miglior difensore della Liga spagnola: 1

2008-2009
- FIFA FIFPro World XI: 8

2009, 2011, 2012, 2013, 2015, 2016, 2017, 2018
- Squadra ideale della Liga: 1

2014-2015
- Gran Galà del calcio AIC: 1

Squadra dell'anno: 2017
- Miglior giocatore della Supercoppa francese: 1

2017
- Squadra maschile dell'anno IFFHS: 1

2017
- Miglior giocatore della Copa America: 1

Brasile 2019
- Squadra maschile CONMEBOL del decennio 2011-2020 IFFHS: 1

2020
- Inserito tra le "Leggende del calcio" del Golden Foot

2021